# 13130 Dylanthomas
13130 Dylanthomas eller 1994 PW31 är en asteroid i huvudbältet som upptäcktes den 12 augusti 1994 av den belgiske astronomen Eric W. Elst vid La Silla-observatoriet. Den är uppkallad efter poeten Dylan Marlais Thomas.